# Чемпионат мира по лыжным видам спорта 1939
Чемпионат мира по лыжным видам спорта 1939 года проводился с 11 по 19 февраля 1939 года в польском Закопане. Здесь уже проводился чемпионат мира 1929 года, при этом Закопане стал вторым городом второй раз принимающим чемпионат мира, после Лахти, в котором проходили чемпионаты мира 1926 и 1938 годов. Этот чемпионат стал последним перед долгим перерывом в их проведении из-за Второй мировой войны. В общекомандном зачёте первенствовали финские спортсмены, завоевавшие 4 медали, из которых 2 золотые.

## Лыжные гонки, мужчины

### 18 км
15 февраля 1939 г.
| Медаль  | Спортсмен       | Время   |
| Золото  | Юсси Куриккала  | 1:05:30 |
| Серебро | Клаэс Карппинен | 1:06:05 |
| Бронза  | Карл Палин      | 1:06:35 |

### 50 км
17 февраля 1939 г.
| Медаль  | Спортсмен       | Время   |
| Золото  | Ларс Бергендаль | 2:57:43 |
| Серебро | Клаэс Карппинен | 3:00:27 |
| Бронза  | Оскар Йёслиен   | 3:05:42 |

### Эстафета 4 × 10 км
19 февраля 1939 г.
| Медаль  | Спортсмен                                                                          | Время   |
| Золото  | Финляндия (Паули Питкянен, Олави Алакулппи, Эйно Олкинуора, Клаэс Карппинен)       | 2:08:35 |
| Серебро | Швеция (Альвар Хегглунд, Сельм Стенвалль, Юн Вестберг, Карл Палин)                 | 2:09:43 |
| Бронза  | Италия (Аристид Компаньони, Северино Компаньони, Гоффредо Баур, Альберто Жаммарон) | 2:13:38 |

## Лыжное двоеборье, мужчины
11 февраля 1939 г.
| Медаль  | Спортсмен       | Очки  |
| Золото  | Густль Берауэр  | 429,6 |
| Серебро | Густаф Селлин   | 426,6 |
| Бронза  | Магнар Фоссейде | 422,4 |

## Прыжки с трамплина, мужчины
11 февраля 1939 г.
| Медаль  | Спортсмен           | Очки  |
| Золото  | Йозеф Брадль        | 224,7 |
| Серебро | Биргер Рууд         | 224,2 |
| Бронза  | Арнхольдт Конгсгорд | 223,1 |

## Медальный зачёт
| Место | Страна    | Золото | Серебро | Бронза | Всего |
| ----- | --------- | ------ | ------- | ------ | ----- |
| 1     | Финляндия | 2      | 2       | 0      | 4     |
| 2     | Германия  | 2      | 0       | 0      | 2     |
| 3     | Норвегия  | 1      | 1       | 3      | 5     |
| 4     | Швеция    | 0      | 2       | 1      | 3     |
| 5     | Италия    | 0      | 0       | 1      | 1     |

Жирным выделено максимальное количество медалей в каждой категории.